# Великанов, Николай Михайлович
Николай Михайлович Великанов — советский военный, государственный и политический деятель, генерал-лейтенант.

## Биография
Родился в 1919 году в Архангельске. Член КПСС.
С 1938 года — на хозяйственной, общественной и политической работе. В 1938—1980 гг. — курсант инженерного училища в Ленинграде, участник Советско-финляндской войны, участник Великой Отечественной войны, заместитель командира 580 осапб, дивизионный инженер 307-й стрелковой дивизии, начальник инженерных войск армии, начальник инженерных войск Туркестанского военного округа, начальник инженерных войск Группы Советских войск в Германии, начальник фортификационного факультета ВИА им. В. В. Куйбышева.
Умер в Москве в 1985 году.